# NGC 5161
NGC 5161 is een spiraalvormig sterrenstelsel in het sterrenbeeld Centaur. Het hemelobject ligt 100 miljoen lichtjaar van de Aarde verwijderd en werd op 3 juni 1836 ontdekt door de Britse astronoom John Herschel.

## Synoniemen
- ESO 383-4
- MCG -5-32-31
- UGCA 359
- IRAS 13264-3255
- PGC 47321